# Frederik Willem Zeylmans van Emmichoven
Frederik Willem Zeylmans van Emmichoven (Helmond, Hollandia, 1893. november 23. – Fokváros, Dél-Afrika, 1961. november 18.) holland antropozófus orvos, pszichiáter, a Holland Antropozófiai Társaság főtitkára.
Apja Pieter Zeylmans van Emmichoven (1861–1945) csokoládégyáros, anyja a német Emma Malsch (1864–1929) volt.

## Élete
Ketten voltak testvérek.
1911-ben Frederik megkezdte orvosi és pszichiátriai tanulmányait. 1920 decemberében Dornachba, az antropozófia központjába utazott, ahol menyasszonya, későbbi felesége, Ingeborg Drooglever Fortuyn (1898-1960) euritmiát tanult. Ott hallgatta először Rudolf Steiner egy előadását. 28 évesen kezdte érdekelni az antropozófiai gyógyászat. 1923. november 22-én megalakult a Holland Antropozófiai Társaság, melynek Zeylmans lett az első főtitkára. 1926-tól szerkesztette a Natura c. orvosi lapot. 1928-ban egyik előadója volt a World Conference on Spiritual Science antropozófiai kongresszusnak. 1948-tól Arlesheimben kis csoportokban tanított antropozófiát. 1954-ben 9 hónapos világkörüli útra indult. 1961-ben Dél-Afrikában tartott előadásokat. Ott érte a halál.
Fia Johannes Emanuel Zeylmans van Emmichoven (1926–2008) is antropozófus lett.

## Művei
- 1923. De Werking van de kleuren op het gevoel
- 1932. Rudolf Steiner
- 1935. Ontwikkeling en geestesstrijd
- 1943. De menselijke ziel
- 1946. Hygiëne van de ziel
- 1950. Amerika en het Amerikanisme
- 1956. Der Grundstein